# 大稻埕 (電影)
《大稻埕》，外文名Twa-Tiu-Tiann，臺羅Tōa-tiū-tiânn，是2014年1月30日上映的臺灣電影，由葉天倫導演，豬哥亮、宥勝、簡嫚書、隋棠領銜主演。青睞影視製作有限公司製作。

## 劇情
大學生陳佑熙，是個有點小憂鬱，沒有太大人生目標的大學生，失戀之後，萬念俱灰。誰知在有點古怪的歷史系朱正德教授的引導下，佑熙竟然陰錯陽差地掉入時光隧道，回到大稻埕——1920年代日治時期台灣最繁華的第一鬧區，還遇到朱教授。
佑熙化名為YO-SHI，朱教授化名為豬頭師，他們意外地見證重大的臺灣歷史事件：「日本皇太子蒞台」、「蔣渭水抗爭」…等。他們也遇見在熙來攘往的大稻埕獨力開設裁縫店，性格強悍的滿洲奇女子阿純；風華絕代、色藝雙全的首席藝旦阿蕊…他們一面參與社會運動，爭取自治，一面卻陷入愛情的甜蜜。
在愛情的激勵與時代因素的壓迫下，他們要如何贏取佳人芳心，贏得臺灣民主呢？

## 演員

### 領銜主演
| 演員                                | 角色                          | 介紹 |
| 豬哥亮                              | 朱正德                        | 55歲，2014年的朱教授，在學生眼裡是一個愛錢又古怪的歷史系教授。 事實上他是一個來去自如的時空穿梭者，他最愛1920年代的大稻埕。 穿越時空時許的夢想是賺大錢以及「素」一位模特兒。 |
| 豬哥亮                              | 豬頭師                        | 1920年代的朱教授，是新劇劇團的團長，也是「大稻埕喬王」。 口才極佳，街坊大小糾紛有豬頭師出馬，絕對搞定。 他唯一搞不定的是「南純裁縫店」的老闆娘阿純。 |
| 宥勝                                | 陳佑熙                        | 20歲的魯蛇大學生，祖父19世紀中葉由中國泉州安溪遷徙來台，後定居台北，經營商行。 5歲時，母親因長期憂鬱用藥過量猝逝。 父親忙於工作，成長過程中失去母親的佑熙，性格上顯得無所適從，對未來沒什麼想法，不斷在思考什麼是「單純的戀愛」。 穿越時空時許的夢想是變成有出息的人。 |
| 宥勝                                | 有西（佑熙 Yo-Shi）           | 意外穿梭時光，回到大稻埕後，發現「南純裁縫店」老闆娘阿純竟跟記憶中的母親幾乎一模一樣。 而一向待人熱情的阿純，雖然覺得這個不知打哪來的年輕人怪里怪氣的，但仍如同照顧其他在大稻埕討生活的年輕人，收留他在店裡幫忙。 最後選擇讓阿蕊回到一百年前的大稻埕，自己留在現代。 |
| 簡嫚書                              | 阿蕊（過去） 年輕女孩（現代） | 18歲，江山樓的藝旦，容貌神似佑熙於劇情初期試圖追求的女孩。 老家在宜蘭，父母雙亡，親戚皆貧寒，6歲被賣入藝旦間，看透人間冷暖，立志活出一片天。 剛考過藝旦鑑札，精通琴棋書畫，應對得宜。 精通南管曲藝，也跟人學西方傳來的手風琴。 阿蕊崛起後隨即聲名遠播，出街便是萬人空巷。 有自己的主見，對愛情、家庭沒有一般小女孩的憧憬。 藝旦間的客人多為政商、文藝青年，見多識廣，對自由主義有了啟蒙，是台灣最早期的女性主義者。邂逅佑熙（有西）後與之陷入熱戀，更一度穿梭至現代的台北，最後被佑熙（有西）送回百年前的大稻埕。劇末佑熙和死黨談及未來時，與一名神似阿蕊的女孩四目相望，彼此露出會心的微笑。 |
| 隋棠（年輕） 素珠（老年，友情演出） | 阿純                          | 36歲，「南純裁縫店」老闆娘，滿族美女，來自中國東北，為人熱情海派，人稱「純姊」。因辛亥革命後，滿人遭到漢人排斥，只好跨海來臺。 數年前阿純丈夫意外感染霍亂病逝，接連兒子小草也染病過世，阿純被冠上「帶著病菌的唐山人」惡名，備受責難。 阿純憑著高超的裁縫技術，在以男性商人為主的大稻埕落腳，闖出自己的一片天。 只是，思念早夭幼子的痛苦，讓阿純染上吸食鴉片的惡習，也成為她逃避人生的出口。容貌神似佑熙已故的母親。 操著一口不標準的臺灣話，常受人恥笑，勇敢的阿純不顧旁人眼神，以大嗓門來掩飾自己身處異鄉的膽怯， 「賺錢」是她一個女人家能在大稻埕生存的地位象徵。 意外中了黑崎一槍，和豬頭師回到現代治療。 最後選擇留在現代陪伴朱教授，但是因為穿越時空的副作用而極速衰老變成素珠（片尾時豬哥亮控導演背信）。 |

### 主演
| 演員     | 角色     | 介紹 |
| 李李仁   | 蔣渭水   | 人稱「臺灣的孫中山」，經常在公開場合發表臺灣人受到日本殖民統治的差別對待的演說。                                                                     |
| 楊烈     | 林坤元   | 茶行老闆，文秀之父，對於文秀屢次在私底下參加反日活動感到頭痛，後在衝突中遭黑崎持槍誤扣板機射傷，失血過多致死。                                       |
| 李易     | 林文秀   | 茶行老闆的兒子，初始時和佑熙（有西）險些在街上發生衝突，後加入佑熙（有西）和蔣渭水的陣營，協助台灣人民向日本政府爭取台灣人民的心聲。                 |
| 吳朋奉   | 甕仔肚   | 販賣鴉片讓臺灣人吸食，一心只想要賺錢不想惹麻煩，非常狠毒的角色。                                                                                     |
| 葛西健二 | 黑崎     | 日本警部，經常用警部身分欺壓臺灣人。後在衝突中開槍射傷阿純和林坤元。                                                                                 |
| 趙正平   | 林府管家 | 富商林坤元府中的首席管家，態度倨傲，狐假虎威。言語苛薄，做事幹練，常跟對門「南純裁縫店」的老闆娘阿純針鋒相對。                                       |
| 王彩樺   | 黑珍珠   | 是「永樂町」藝旦間的「姨娘」。因為自己自幼也是藝旦出身，對於旗下的年輕藝旦們，有著母性的體恤和憐惜；表面上迎來送往，談笑風生，性格卻是良善，細膩的。 |
| 小戽斗   | 仙公伯   | 大稻埕的相面仙 |
| 林玟誼   | 萬珍     | 阿蕊的藝旦友人，有吸食鴉片的惡習，後來得知鴉片對人體的毒害，成功戒除鴉片，加入佑熙和蔣渭水的陣營。                                                   |
| 李相林   | 阿香     | 阿蕊的藝旦友人 |
| 賴承德   | 郭雪湖   | 《南街殷賑》的畫家 |
| 唐成     | 阿賢     | |
| 許豪     | 文慶     | |

### 客串
| 演員   | 角色     | 介紹                                                                             |
| 鍾欣凌 | 清水嬸   | 商賈的富太太                                                                     |
| 陳竹昇 | 清水伯   | 大稻埕商賈                                                                       |
| 六月   | 玉子     | 商賈的富太太                                                                     |
| 黃士偉 | 阿蒙     | 上海話劇團，男性團員。                                                           |
| 黃宇琳 | 瑪格麗特 | 上海話劇團，女性團員。                                                           |
| 張永智 | 佑熙父   | 兒時拋棄佑熙母子                                                                 |
| 昆凌   | 吳若琳   | 患有氣喘病的大學生，因為見佑熙送來絨毛泰迪熊而心生不滿，當著眾學生面前拒絕佑熙。 |

### 特別演出
| 演員         | 角色         | 介紹                             |
| 葉星辰       | 藝旦阿星     |                                  |
| 程若微       | 藝旦阿月     |                                  |
| 孔令元       | 藝旦阿元     |                                  |
| 朱育宏       | 韓國刺客     |                                  |
| 邱木翰       | 文欽         | 文秀幫一員                       |
| 邱俊儒       | 韓國刺客     | 意圖暗殺皇太子，並且要嫁禍蔣渭水 |
| 吳翔震       | 文化協會成員 |                                  |
| 杜蕾         | 藝旦阿秀     |                                  |
| 洪言翔       | 洪謙         | 文秀幫一員                       |
| 侯彥宇       | 黑崎跟班     |                                  |
| 孫陽         | 鳳梨仔       |                                  |
| 郭文瀚(岱毅) | 文章         | 文秀幫一員                       |
| 陳群甯       | 油炸粿       | 有西幫一員                       |
| 翁寧謙       | 阿謙         | 新劇團唯二女團員                 |
| 張哲豪       | 攤販         |                                  |
| 張庭瑚       | 文德         | 文秀幫一員                       |
| 傅孟柏       | 文化協會成員 |                                  |
| 曾歆雁       | 阿雁         | 新劇團唯二女團員                 |
| 惡魔         | 葉子         | 有西幫一員                       |
| 楊小黎       | 阿萊姐       | 藝旦的大姊                       |
| 葉哲維       | 阿吉         | 新劇團團員                       |
| 楊震震       | 芋圓         | 有西幫一員                       |
| 鄭一慧       | 藝旦阿慧     |                                  |
| 蔡亘晏       | 藝旦阿花     |                                  |
| 劉國劭       | 黑貓         | 有西幫一員                       |
| 蚊子         | 藝旦阿婷     |                                  |
| 羅能華       | 攤販         |                                  |
| 萱野可芬     | 日本少女     | 16:32秒撐著紙傘                  |
| 葛西健二     | 日本警察     |                                  |

## 製作

### 拍攝場景
至「淡水海關碼頭」、「滬尾砲台」、「九份昇平戲院」、「宜蘭傳統藝術中心民藝老街」、「大稻埕百年古厝」（民藝埕，霞海城隍廟北側）、「總統府」、「中山堂」、「臺北賓館」、臺北市舊大同分局地下室「水牢」（臺北北警察署舊址）等多處古蹟拍攝。

### 製作團隊
- 製片人：葉金勝、潘鳳珠
- 監製：葉丹青
- 導演：葉天倫
- 編劇：葉丹青、葉天倫
- 製片：蘇國興、徐錫彪
- 攝影指導：秦鼎昌
- 燈光指導：陳志軒
- 音效指導：杜篤之
- 美術指導：張季平
- 執行美術：許英光、唐嘉宏
- 造型指導：王佳惠
- 梳化指導：許叔華
- 第二攝影師：江申豐
- 動作指導：鄔汝彬
- 選角指導：柯博仁、李佳燕
- 場務領班：洪議喨
- 剪輯指導：蕭汝冠
- 特技指導：兔將創意影業、李昭樺
- 音樂設計：呂聖斐
- 主視覺設計：陳正源
- 台語指導：陳豐惠
- 日語指導：米七偶
- 表演指導：黃采儀、程鈺婷、嚴藝文、葉文豪
- 舞蹈指導：劉奕伶
- 製作協調：蔡依芸
- 行銷團隊：柯志遠、林素如、潘靜如、梁曙娟、王秀怡、許仲安
- 後期執行：許佳明、洪子鵬
- 英文翻譯：葉綺玲、Christopher Jordan
- 財務管理：朱秀真、林佩霓、吳冠儀
- 電影原聲帶：華研國際音樂
- 特別感謝：林強

## 電影歌曲
| 曲別   | 歌曲名稱              | 作詞           | 作曲   | 編曲     | 製作人         | 演唱者           | 備註                    |
| 片尾曲 | 青春是                | 徐世珍、吳輝福 | 陳小霞 | Jerry C. | 呂禎晃、郭文宗 | 任家萱（Selina） | 主題曲                  |
| 插曲   | 向前走 （迷惘失落版） | 林強           | 林強   | 林宥嘉   | 林宥嘉         | 林宥嘉           | 原唱：林強 (1964年)林強 |
| 插曲   | 向前走 （穿越復古版） | 林強           | 林強   | 呂聖斐   | 呂聖斐、郭文宗 | 劉宇珊           | 原唱：林強              |
| 插曲   | 奮起的雨夜花          | 周添旺         | 鄧雨賢 |          |                | 和成文教基金會   | 原唱：純純              |

## 電影原聲帶
《大稻埕電影原聲帶》2014年2月11日發行，收錄4首電影歌曲以及7首電影演奏曲，共計11首
| 曲序 | 曲目                              |                   | 作曲              | 演唱者 | 时长 |
| ---- | --------------------------------- | ----------------- | ----------------- | ------ | ---- |
| 1.   | 青春是                            | 徐世珍、吳輝福    | 陳小霞            | 任家萱 | 3:53 |
| 2.   | 向前走（穿越復古版）              | 林強 (1964年)林強 | 林強              | 劉宇珊 | 2:38 |
| 3.   | Someone To Watch Over Me          | 埃拉·格甚溫       | 喬治·格甚溫       | 楊仁沛 | 3:31 |
| 4.   | 向前走（迷惘失落版）              | 林強              | 林強 (1964年)林強 | 林宥嘉 | 5:54 |
| 5.   | 乘著歌聲的翅膀-佑熙憶童年（演奏） |                   |                   |        | 1:50 |
| 6.   | 穿越百年-佑熙時光之旅（演奏）     |                   |                   |        | 3:44 |
| 7.   | 阿純（演奏）                      |                   |                   |        | 1:36 |
| 8.   | 水牢談情（演奏）                  |                   |                   |        | 3:28 |
| 9.   | 豬頭師放火（演奏）                |                   |                   |        | 2:37 |
| 10.  | 暗殺（演奏）                      |                   |                   |        | 1:48 |
| 11.  | 奮起的雨夜花（演奏）              |                   |                   |        | 2:39 |

## 票房
台灣方面，首日票房為新台幣960萬元；首週四天票房為新台幣6000萬元；次週票房累計至新台幣1.6億元；第三週票房累計至新台幣2億元；最終全台票房為新台幣2.2億元。
| 上一届： 《白日夢冒險王》 | 2014年台北週末票房冠軍 第5-6周 | 下一届： 《華爾街之狼》 |

## 周邊商品
| 書名                   | ISBN               | 页數 | 作者                   | 出版社       | 發行日期      |
| ---------------------- | ------------------ | ---- | ---------------------- | ------------ | ------------- |
| 大稻埕：電影寫真全紀錄 | ISBN 9789865722005 | 144  | 青睞影視製作有限公司   | 馬可孛羅     | 2014年1月24日 |
| 大稻埕 原創小說        | ISBN 9789863258360 | 240  | 葉丹青、葉天倫、何曜先 | 台灣角川書店 | 2014年1月29日 |

| 原聲帶               | 唱片編號      | 光碟 | 唱片公司     | 音樂類型 | 發行日期      |
| -------------------- | ------------- | ---- | ------------ | -------- | ------------- |
| 《大稻埕》電影原聲帶 | 4716220194936 | 1    | 華研國際音樂 | 電影配樂 | 2014年2月11日 |

| BD與DVD               | ISBN | 光碟 | 發行公司 | 製片公司             | 發行日期      |
| --------------------- | ---- | ---- | -------- | -------------------- | ------------- |
| 大稻埕 (藍光BD)       | ISBN | 1    | 海樂影業 | 青睞影視製作有限公司 | 2014年5月9日  |
| 大稻埕 2DVD           | ISBN | 2    | 海樂影業 | 青睞影視製作有限公司 | 2014年6月20日 |
| 大稻埕-導演導讀版 DVD | ISBN | 1    | 海樂影業 | 青睞影視製作有限公司 | 2014年7月8日  |

## 相關
- 南街殷賑
- 丟丟銅仔
- 桃花泣血記
- 望春風

## 外部連結

### 相關官網
- 電影大稻埕的Facebook專頁
- 電影《大稻埕》官方痞客邦部落格（页面存档备份，存于）
- YouTube上的《大稻埕》頻道
- 海鵬影業《大稻埕》網站（页面存档备份，存于）

### 新聞媒體
- MSN娛樂上《大稻埕》的資料（繁體中文）

- Yahoo奇摩電影上《大稻埕》的資料（繁體中文）
- 開眼電影網上《大稻埕》的資料（繁體中文）
- 豆瓣电影上《大稻埕》的資料 （简体中文）
- 时光网上《大稻埕》的資料（简体中文）
- 香港影庫上《大稻埕》的資料（繁體中文）
- 互联网电影数据库（IMDb）上《大稻埕》的资料（英文）
- AllMovie上《大稻埕》的资料（英文）